# ガブリル・イリザロフ
ガヴリル・アブラーモヴィチ・イリザロフ（ロシア語: Гавриил Абрамович Илизаров、1921年6月15日 - 1992年7月24日）は ロシアの整形外科医師。骨延長術・イリザロフ法の発見者。